# Kościół św. Józefa w Czarnówku
Kościół św. Józefa w Czarnówku – katolicki kościół filialny zlokalizowany we wsi Czarnówko w gminie Widuchowa, w powiecie gryfińskim (województwo zachodniopomorskie). Należy do parafii św. Judy Tadeusza w Lubiczu.

## Historia
Kościół wzniesiony został w XVI wieku. Murowany z kamienia narzutowego, jest orientowaną budowlą salową, sytuowaną na rzucie prostokąta. Kryty jest dachem dwuspadowym. Obramienia okien i portalu wejściowego wykonano z cegły. W 1702 roku dobudowana została ceglana, oszalowana wieża na planie czworoboku. Na licu wieży umieszczone są okna w kamiennych, barokowych obramieniach. Nakrywający wieżę blaszany dach zwieńczony jest krzyżem. Od strony północnej do kościoła przylega zakrystia.
Wnętrze kościoła nakryte jest niskim, drewnianym stropem. Nad wejściem znajduje się wsparta na dwóch filarach XVIII-wieczna, malowana empora muzyczna, z malowidłami w płycinach. Zachował się też XVIII-wieczny, barokowy ołtarz ambonowy, w którym współcześnie wstawiona jest figura św. Józefa z Dzieciątkiem na rękach. Na wieży zawieszony jest dzwon z 1695 roku.
Po II wojnie światowej kościół został poświęcony jako świątynia katolicka w dniu 25 marca 1946 roku przez ks. Pawła Kraska SDB.

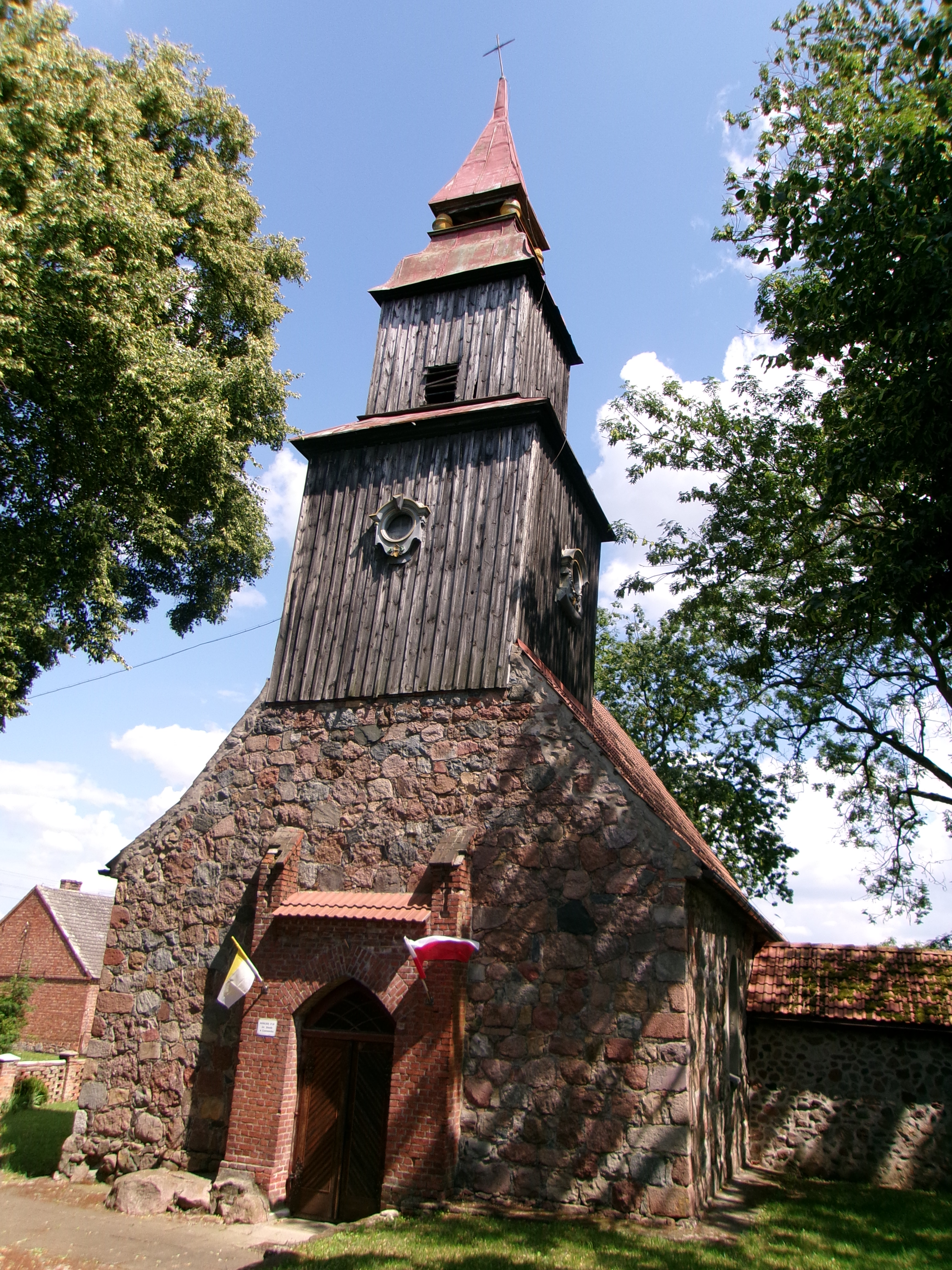
Elewacja zachodnia, z wieżą i portalem wejściowym
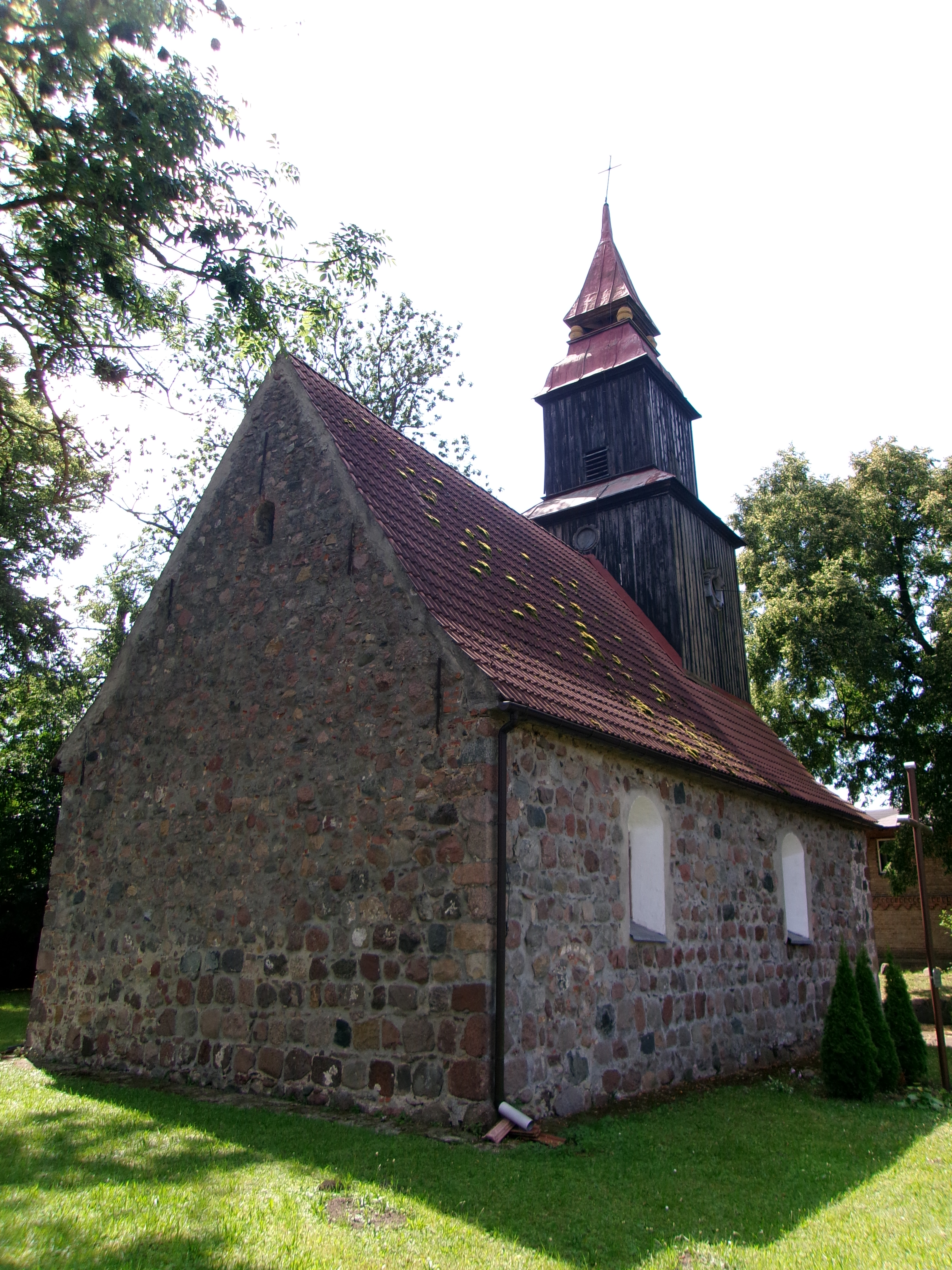
Widok kościoła od tyłu
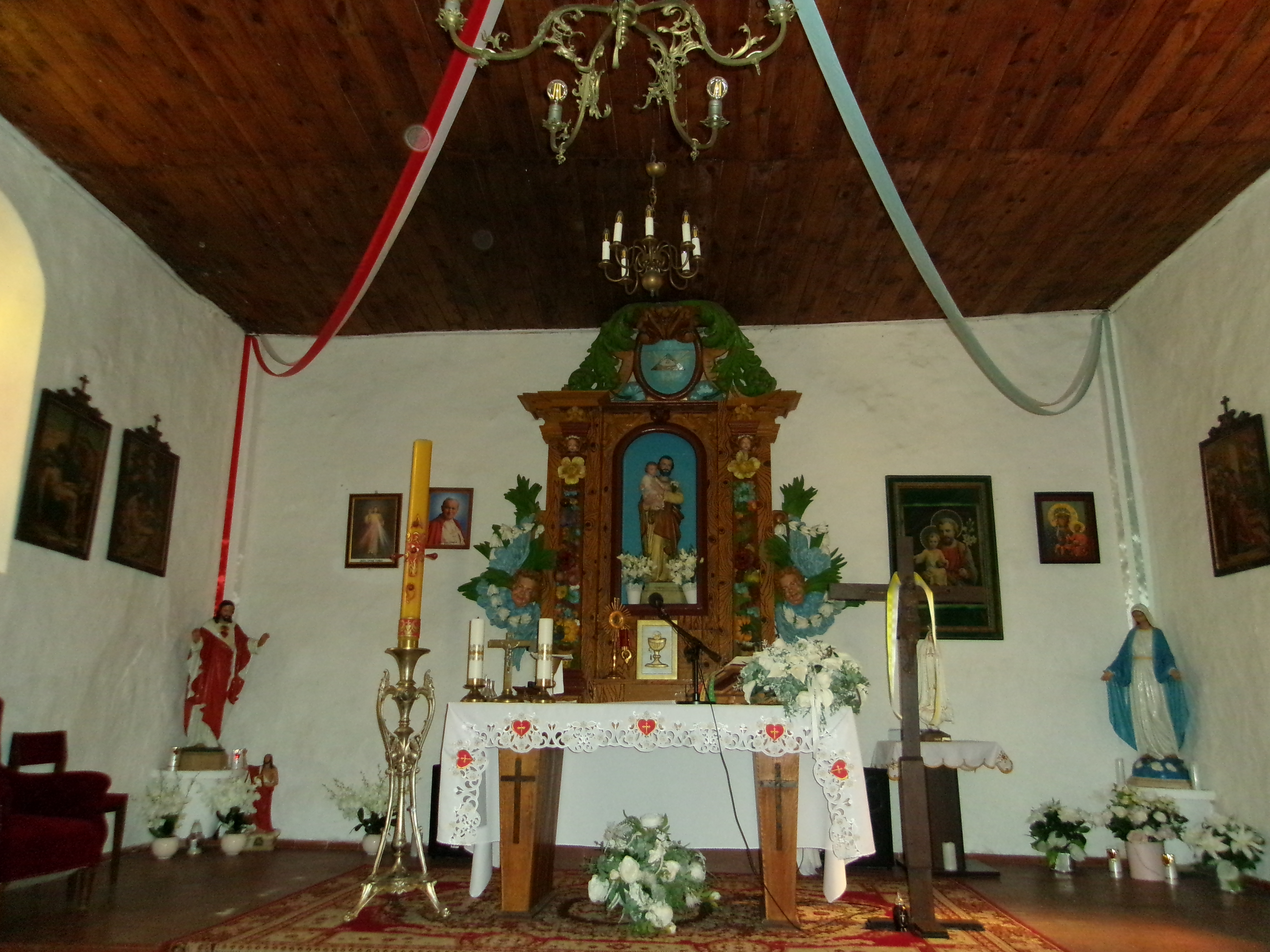
Ołtarz
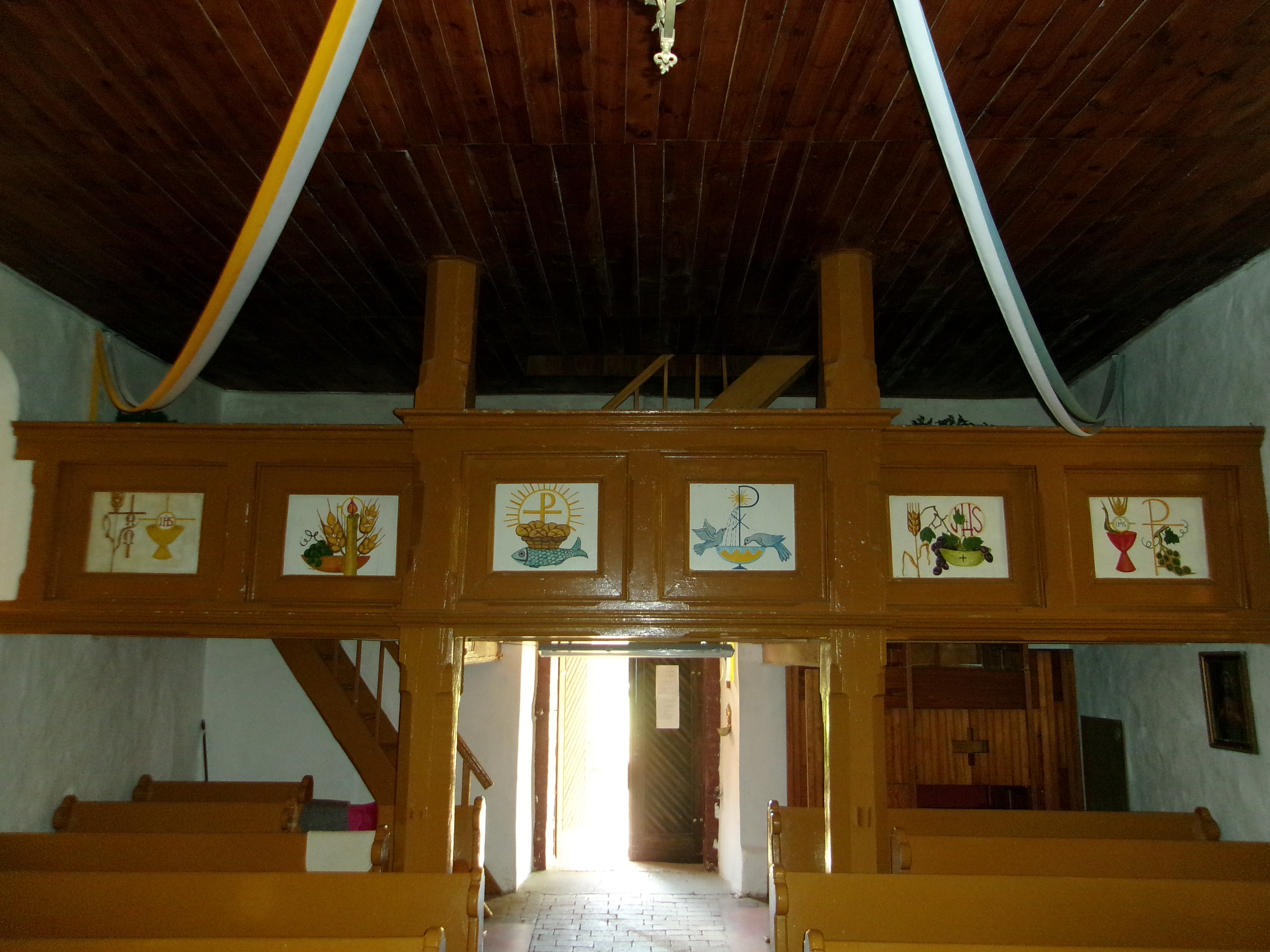
Empora
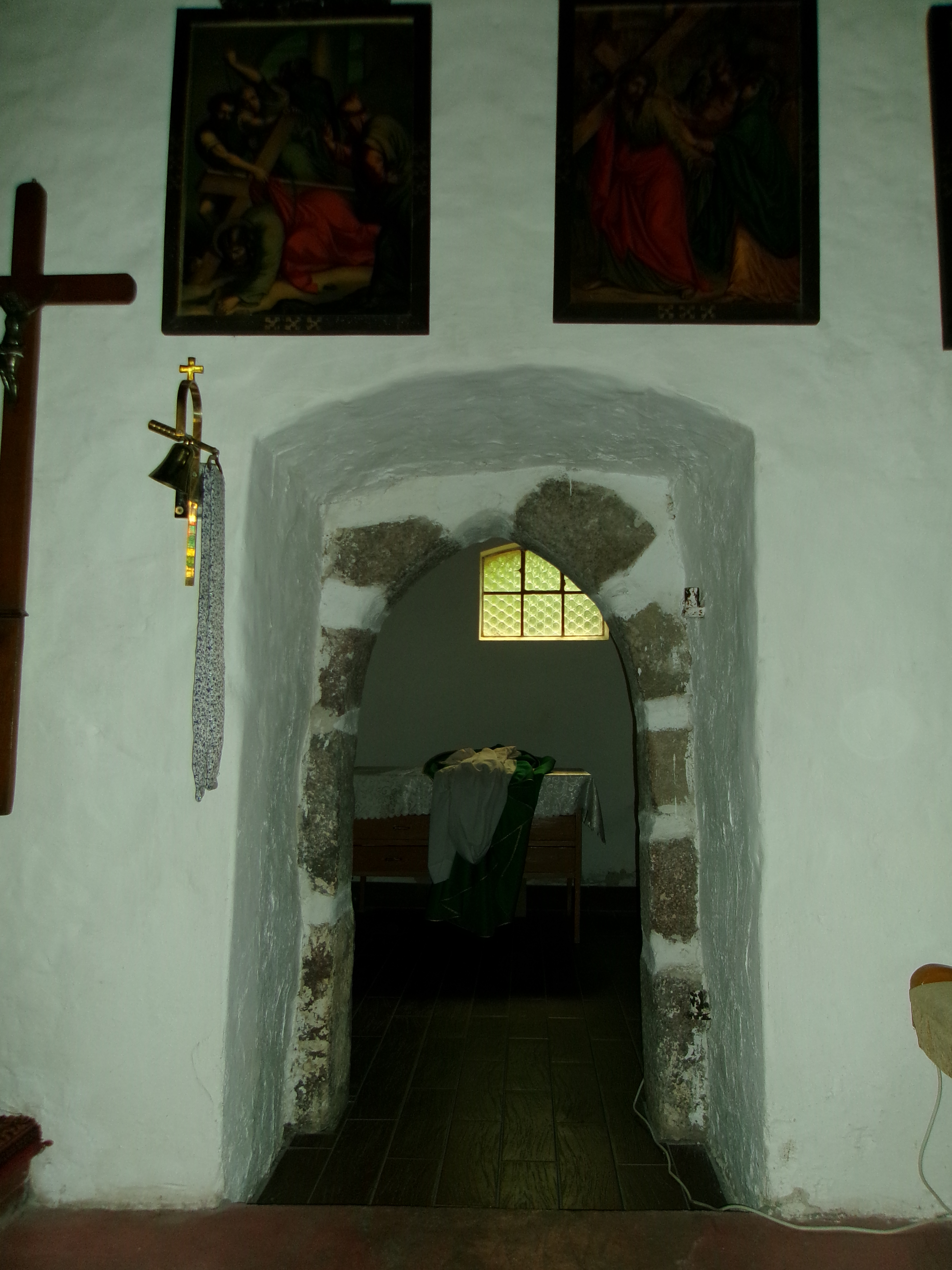
Przejście do zakrystii